# Pablo Castrillo
Castrillo  Zapater est un nom espagnol. Le premier nom de famille, en général paternel, est Castrillo ; le second, en général maternel, souvent omis, est Zapater.
Pablo Castrillo Zapater, né le 2 janvier 2001 à Jaca, est un coureur cycliste espagnol. Il a notamment remporté deux étapes du Tour d'Espagne 2024.

## Biographie

### Débuts cyclistes et carrière chez les amateurs
Pablo Castrillo pratique le hockey sur glace dans sa jeunesse. Il commence la compétition cycliste en catégorie cadet,, inspiré par son grand frère Jaime, qui est lui aussi coureur cycliste. 
En 2020, il intègre le club Lizarte, réserve de la nouvelle équipe continentale Kern Pharma. Lors de la saison 2022, il se distingue en gagnant la Subida a Gorla, épreuve réputée pour les jeunes grimpeurs en Espagne. Il remporte également le Memorial Valenciaga, manche de la Coupe d'Espagne amateurs, ainsi que le championnat d'Espagne du contre-la-montre espoirs (moins de 23 ans).

### Carrière professionnelle
Il passe professionnel en 2023 au sein de la formation Kern Pharma, après y avoir été stagiaire l’année précédente. En deuxième partie de saison, il décroche plusieurs tops 10, son meilleur classement étant la deuxième place de la dernière étape sur le Tour de Castille-et-León.  
L'année suivante, en août, il participe au Tour d'Espagne, son premier grand tour. Le 29 août, il remporte en solitaire sa première victoire professionnelle lors de la 12e étape, ayant distancé ses compagnons d'échappée dans les dix derniers kilomètres et résisté à leur retour dans la dernière montée, à Manzaneda en Galice. Son succès est également la première victoire d'un Espagnol lors de cette Vuelta et la première victoire de son équipe sur un grand tour. Trois jours plus tard, Pablo Castrillo remporte au sommet du Cuitu Negru la 15e étape, après avoir lâché dans les trois derniers kilomètres ses compagnons d'échappée Pavel Sivakov et Aleksandr Vlasov.

## Palmarès et résultats

### Palmarès amateur
- 2017
  - Champion d'Aragon sur route cadets[6]
- 2021
  - Challenge B-Guara :
    - Classement général
    - 1re épreuve

  - 3e du Xanisteban Saria
- 2022
  -  Champion d'Espagne du contre-la-montre espoirs
  - Mémorial Zunzarren
  - Subida a Gorla
  - Memorial Valenciaga
  - Lazkaoko Proba
  - Oñati Proba
  - 3e de l'Aiztondo Klasika
  - 3e de l'Antzuola Saria

### Palmarès professionnel
- 2023
  - 3e du Tour de Langkawi
- 2024
  - 12e et 15e étapes du Tour d'Espagne
- 2025
  - 7e du Tour des Émirats arabes unis
  - 9e du Tour de Suisse

### Résultats sur les grands tours

#### Tour de France
1 participation
- 2025 : 110e

#### Tour d'Espagne
1 participation
- 2024 : 64e, vainqueur des 12e et 15e étapes

### Classements mondiaux
| Année                                 | 2022 | 2023 | 2024 |
| ------------------------------------- | ---- | ---- | ---- |
| Classement mondial                    | nc   | 468e | 126e |
| UCI Europe Tour                       | 848e | nc   | 100e |
|                                       |      |      |      |
| Légende : nc = non classéSource : UCI |      |      |      |